# Inscripción Duenos

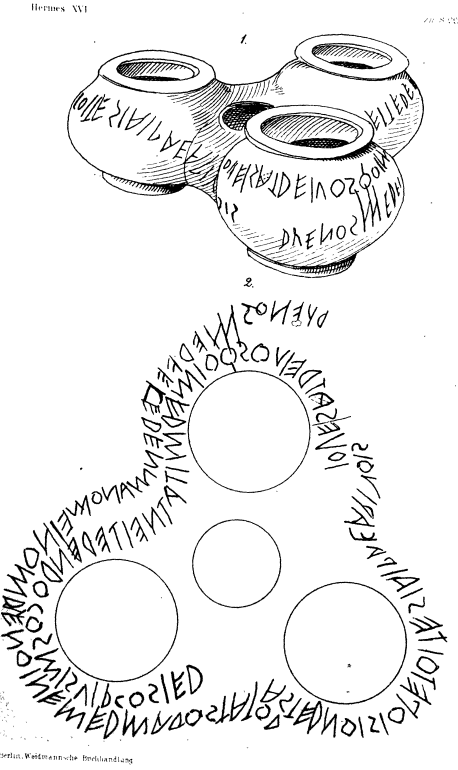
Ilustración del «jarrón Duenos» por Dressel.

La inscripción Duenos es uno de los primeros registros escritos del latín. Se trata de un texto de tres líneas inscrito en una obra artesana que consta de tres jarrones unidos, descubierta por el arqueólogo alemán Heinrich Dressel en 1880 en la ciudad de Roma. Recibió su nombre por la primera palabra –Duenos, que significa «bueno» en latín arcaico– de la tercera línea que es la que se pudo descifrar con la mayor seguridad. Según la datación más aceptada, la inscripción debe ser del siglo VI a. C., con más exactitud, alrededor de 580-550 a. C.

## El texto descifrado
- La inscripción dice lo siguiente:

IOVE|SATDEIVOSQOIMEDMITATNEITEDENDOCOSMISVIRCOSIED / ASTEDNOISIOPETOITESIAIPAKARIVOIS / DVENOSMEDFECEDENMANOMEINOMDVENOINEMEDMALOSTATOD
- La transcripción en latín arcaico sería esta:

iovesat deivos qoi med mitat nei ted endo cosmis virco sied
as ted noisi ope toitesiai paka rivois
duenos med feced en manom einom duenoi ne med malo statod
- Y la traducción al latín clásico podría ser esta:

iuverat divus qui me mitat ni te in comis virgo sit.
as te nisi ope tutori paca rivis.
Bonus me fecit in manum [EINOM] bono. ne me malo stato.
- Las primeras líneas son bastante confusas:

1. [el] que te envió [a mi] pide a los dioses, si [la] joven (Proserpina?) no es buena contigo
2. y ni te da ayuda para ser protector, apacigua [estos] ríos

- Solamente la tercera línea se puede traducir de forma más o menos inequívoca:

a) «[Un hombre] bueno me hizo en buen fin [para un hombre] bueno, [que] no me robe [un hombre] malo».
b) «[Un] buen hombre me hizo con buen propósito para [una] buena mano, [que] el mal no me lleve», etc.
Nota: El significado de einom es incierto porque estas palabras ya no se usaban en el latín clásico. Según el consenso lingüístico, la expresión se traduce como "en buen fin".

## Lugar del hallazgo
Los siguientes apartados se basan principalmente en el artículo de Osvaldo Sacchi de 2001 "Il trivaso del Quirinale".
Heinrich Dressel compró el jarrón a un anticuario poco después de su hallazgo. Fue descubierto en 1880 por unos obreros que excavaban para poner los cimientos de un edificio cerca de la recién inaugurada Via Nazionale, en el valle entre la colina del Quirinal y la colina del Viminal. Más concretamente, se encontró en la ladera sur del Quirinal, cerca de la iglesia de San Vitale, en Roma. Se dijo a Dressel que el lugar era supuestamente un lugar de enterramiento.
El arqueólogo Filippo Coarelli ha avanzado la hipótesis de que el objeto podría haber sido colocado en el depósito votivo de uno de los templos de la diosa Fortuna dedicados por el rey Servio Tulio, tal vez el conocido como Fortuna Publica o Citerior, es decir, situado en la ladera del Quirinal cercana a Roma. Su fiesta se repetía en la nonae de abril (5 de abril). Sin embargo, el 11 de junio, día de la fiesta de la Matralia, que originalmente estaba dedicada a la Mater Matuta, era también el día de la Fortuna Virgo, ritualmente asociada al paso de las niñas de la adolescencia a la edad adulta y a la vida matrimonial.
Para otro estudioso, el lugar del hallazgo estaba en Trastevere, pero cerca del valle entre el Viminale y el Quirinale.